# Old Station (California)
Old Station es un lugar designado por el censo ubicado en el condado de Shasta en el estado estadounidense de California. En el año 2010 tenía una población de 51 habitantes.

## Geografía
Old Station se encuentra ubicado en las coordenadas 40°40′20.78″N 121°25′21.11″O / 40.6724389, -121.4225306.